# لوران کانته
لوران کانته فرانسوی: Laurent Cantet‎؛ زادهٔ ۱۵ ژوئن ۱۹۶۱ – درگذشتهٔ ۲۵ آوریل ۲۰۲۴) کارگردان فرانسوی بود. او در سال ۲۰۰۸ به خاطر فیلم کلاس درس جایزه نخل طلایی بهترین فیلم شصت و یکمین دوره جشنواره فیلم کن را به دست آورد.

## فیلم‌شناسی
- کارگاه (۲۰۱۷)
- کلاس درس (۲۰۰۸)
- به سمت جنوب (۲۰۰۵)
- برنامه کاری (۲۰۰۱)
- منابع انسانی (۱۹۹۹)

## جایزه‌ها
برخی از جایزه‌های سینمایی که کانته برنده شده است، از این قرارند:
جایزه سزار
- ۲۰۰۱: برنده جایزه بهترین فیلم اول برای فیلم منابع انسانی

جشنواره فیلم وین
- ۲۰۰۱: برنده جایزه فیپرشی برای فیلم برنامه کاری

جشنواره فیلم ونیز
- ۲۰۰۱: برنده جایزه دن کیشوت برای فیلم برنامه کاری
- ۲۰۰۵: برنده جایزه سینما برای صلح برای فیلم به سمت جنوب

جشنواره سینمای جوان فیلم تورینو
- ۱۹۹۹: برنده جایزه بهترین فیلم اول برای فیلم منابع انسانی
- ۱۹۹۹: برنده جایزه کیپوتی برای فیلم منابع انسانی

جشنواره فیلم تسالونیکی
- ۱۹۹۹: برنده جایزه فیپرشی برای فیلم منابع انسانی

جوایز فیلم اروپایی
- ۱۹۹۹: برنده جایزه کشف اروپایی سال برای فیلم منابع انسانی